# Tymosziwka (rejon humański)
Tymosziwka (ukr. Тимошівка) – wieś na Ukrainie, w obwodzie czerkaskim, w rejonie humańskim, w hromadzie Mańkiwka. W 2001 liczyła 273 mieszkańców, spośród których 272 wskazało jako ojczysty język ukraiński, a 1 rosyjski.